# Rufus Blodgett
Rufus Blodgett (Dorchester, 1834. október 9. – Long Branch, 1910. október 3.) az Amerikai Egyesült Államok szenátora (New Jersey, 1887–1893).